# Liste der Naturdenkmale in der Stadt Kiel
Die Liste der Naturdenkmale in der Stadt Kiel enthält die existierenden und, wenn noch Informationen vorliegen, nicht mehr vorhandenen Naturdenkmale der kreisfreien Stadt Kiel in Schleswig-Holstein.
Link zu einem Kartenansichtstool (u. a. um Koordinaten zu setzen)

| Bild                                    | Bezeichnung                                    | Ort                                                            | Lage                                 | Beschreibung                                              | Datum | Nummer |
| --------------------------------------- | ---------------------------------------------- | -------------------------------------------------------------- | ------------------------------------ | --------------------------------------------------------- | ----- | ------ |
| BW                                      | Sechs Linden                                   | Schilksee Ehrenmal Dorf Schilksee                              | (54° 25′ 12″ N, 10° 9′ 52,9″ O)      |                                                           |       | 1      |
| BW                                      | Findling (roter Granit)                        | Seekamp Graf-Luckner-Str. 82                                   | (54° 24′ 53″ N, 10° 10′ 38,7″ O)     |                                                           |       | 2      |
| Direkt Bild zu diesem Denkmal hochladen | Platane                                        | Seekamp Gut Seekamp                                            | () Flur 1 Flurstück 19/10            |                                                           |       | 3      |
| Direkt Bild zu diesem Denkmal hochladen | Linde                                          | Seekamp Gut Seekamp                                            | () Flur 1 Flurstück 19/10            |                                                           |       | 4      |
| Fotos hochladen                         | Lindenallee aus 16 Linden                      | Seekamp Gut Seekamp                                            | (54° 24′ 34,2″ N, 10° 9′ 38,6″ O)    |                                                           |       | 5      |
| BW                                      | Vier Knickeichen                               | Seekamp Seekamper Weg                                          | (54° 24′ 34,6″ N, 10° 9′ 26,3″ O)    |                                                           |       | 6      |
| Direkt Bild zu diesem Denkmal hochladen | Sechs Eichen                                   | Seekamp Seekamper Weg                                          | () Flur 1 Flurstück 44/3, 47/2, 11/4 |                                                           |       | 7      |
| BW                                      | Zwei Eschen                                    | Seekamp Seekamper Weg                                          | (54° 24′ 22,5″ N, 10° 9′ 47,5″ O)    |                                                           |       | 7      |
| Direkt Bild zu diesem Denkmal hochladen | Knickeiche                                     | Seekamp Hof Scheidekoppel                                      | () Flur 3 Flurstück 9                |                                                           |       | 8      |
| Direkt Bild zu diesem Denkmal hochladen | Knickeiche                                     | Seekamp Hof Scheidekoppel                                      | () Flur 3 Flurstück 8/3              |                                                           |       | 9      |
| Direkt Bild zu diesem Denkmal hochladen | Knickeiche                                     | Seekamp Hof Kahlenberg                                         | () Flur 3 Flurstück 20/1             |                                                           |       | 10     |
| Fotos hochladen                         | Lindenkreis aus neun Linden                    | Pries Dorfplatz Pries                                          | (54° 24′ 13,4″ N, 10° 9′ 22″ O)      |                                                           |       | 11     |
| BW                                      | Eiche                                          | Pries Dorfplatz Pries                                          | (54° 24′ 13″ N, 10° 9′ 24″ O)        |                                                           |       | 12     |
| BW                                      | Eiche                                          | Pries Friedrichsorter Str. 33                                  | (54° 23′ 55,3″ N, 10° 10′ 9,3″ O)    |                                                           |       | 13     |
| BW                                      | Knickeiche                                     | Pries Grüffkamp 100                                            | (54° 24′ 0,2″ N, 10° 10′ 49,4″ O)    |                                                           |       | 14     |
| Fotos hochladen                         | Knickeiche                                     | Pries Fritz-Reuter-Str./Steenbarg                              | (54° 23′ 37,8″ N, 10° 9′ 53,1″ O)    |                                                           |       | 15     |
| BW                                      | Ahorn                                          | Friedrichsort Möhrkestr. 5                                     | (54° 23′ 30,5″ N, 10° 10′ 37,9″ O)   |                                                           |       | 16     |
| BW                                      | Zwei Linden                                    | Friedrichsort An der Schanze                                   | (54° 23′ 30″ N, 10° 10′ 25,5″ O)     |                                                           |       | 17     |
| BW                                      | Lindenallee aus 27 Linden                      | Friedrichsort Skagerrakufer                                    | (54° 23′ 24,2″ N, 10° 10′ 42,2″ O)   |                                                           |       | 18     |
| BW                                      | Eiche                                          | Pries Prieser Strand 21                                        | (54° 23′ 11,5″ N, 10° 9′ 41,6″ O)    |                                                           |       | 19     |
| BW                                      | Eiche                                          | Holtenau Richthofenstr. 53                                     | (54° 22′ 19,4″ N, 10° 8′ 11,1″ O)    |                                                           |       | 20     |
| Fotos hochladen                         | Knickeiche                                     | Holtenau Mählsweg 32/34                                        | (54° 22′ 12,6″ N, 10° 7′ 53,8″ O)    |                                                           |       | 21     |
| Fotos hochladen                         | Platanenallee aus 108 Platanen                 | Holtenau Kanalstraße                                           | (54° 22′ 11,1″ N, 10° 8′ 7,8″ O)     |                                                           |       | 22     |
| BW                                      | Eibe                                           | Holtenau Kanalstr. 44                                          | (54° 22′ 11,1″ N, 10° 8′ 37,9″ O)    |                                                           |       | 23     |
| BW                                      | Eiche                                          | Holtenau Kastanienallee/Kanalstr.                              | (54° 22′ 9,7″ N, 10° 8′ 49,7″ O)     |                                                           |       | 24     |
| BW                                      | Redder mit zwei Eichen und einer Hainbuche     | Suchsdorf Feldweg zwischen Erlenkampsee und Schneiderkamp      | (54° 21′ 45,2″ N, 10° 5′ 34,1″ O)    |                                                           |       | 25     |
| Direkt Bild zu diesem Denkmal hochladen | Vier Kopfweiden                                | Suchsdorf Am Wiesenhof                                         | () Flur 3 Flurstück 184/22           | nicht mehr vorhanden                                      |       | 26     |
| BW                                      | 27 Eichen                                      | Projensdorf Projensdorfer Straße                               | (54° 21′ 55,6″ N, 10° 6′ 18,7″ O)    |                                                           |       | 27     |
| BW                                      | Knickeiche                                     | Suchsdorf Eckernförder Str. 387                                | (54° 21′ 13,7″ N, 10° 5′ 14,1″ O)    |                                                           |       | 28     |
| BW                                      | Zwei Linden                                    | Suchsdorf Holmredder 144                                       | (54° 20′ 56,4″ N, 10° 4′ 54,4″ O)    |                                                           |       | 29     |
| BW                                      | Fünf Eichen                                    | Suchsdorf Nienbrügger Weg/Gut Schwartenbek                     | (54° 21′ 12,5″ N, 10° 3′ 56,5″ O)    |                                                           |       | 30     |
| BW                                      | Drei Eichen                                    | Suchsdorf Nienbrügger Weg/Gut Schwartenbek                     | (54° 21′ 11,7″ N, 10° 3′ 46,4″ O)    |                                                           |       | 31     |
| Direkt Bild zu diesem Denkmal hochladen | Knickeiche                                     | Schwartenbek Gut Schwartenbek/hinter Kellerkate                | () Flur 1 Flurstück 15/5             | nicht mehr vorhanden                                      |       | 32     |
| BW                                      | Knickeiche                                     | Suchsdorf Gut Schwartenbek/westl. Kellerkate                   | (54° 21′ 13″ N, 10° 3′ 32,4″ O)      |                                                           |       | 33     |
| BW                                      | Neun Linden                                    | Schwartenbek Gut Schwartenbek/entlang der ehemaligen Bahnlinie | (54° 21′ 21,5″ N, 10° 3′ 12,3″ O)    |                                                           |       | 34     |
| BW                                      | Sieben Knickeichen                             | Suchsdorf Gut Schwartenbek/südl. Kellerkate                    | (54° 21′ 10,3″ N, 10° 3′ 39,3″ O)    |                                                           |       | 35     |
| BW                                      | Fünf Knickeichen                               | Suchsdorf Gut Schwartenbek/Feldweg südl. Kellerkate            | (54° 20′ 50,5″ N, 10° 3′ 10,3″ O)    |                                                           |       | 36     |
| Fotos hochladen                         | Zwei Linden                                    | Gaststätte Forstbaumschule                                     | (54° 20′ 50,1″ N, 10° 8′ 28,6″ O)    |                                                           |       | 37     |
| Direkt Bild zu diesem Denkmal hochladen | Schwarzkiefer                                  | Düsternbrook Forstbaumschule                                   | () Flur N 22 Flurstück 2             |                                                           |       | 38     |
| Direkt Bild zu diesem Denkmal hochladen | Lebensbaum                                     | Düsternbrook Forstbaumschule                                   | () Flur N 22                         |                                                           |       | 39     |
| Direkt Bild zu diesem Denkmal hochladen | Zwei Pyramideneichen                           | Düsternbrook Forstbaumschule                                   | () Flur N 22 Flurstück 2             |                                                           |       | 40     |
| Direkt Bild zu diesem Denkmal hochladen | Eiche                                          | Düsternbrook Forstbaumschule                                   | () Flur N 22 Flurstück 2             |                                                           |       | 41     |
| Direkt Bild zu diesem Denkmal hochladen | Sumpfzypresse                                  | Düsternbrook Forstbaumschule                                   | () Flur N 22 Flurstück 2             |                                                           |       | 42     |
| Direkt Bild zu diesem Denkmal hochladen | Eiche                                          | Düsternbrook Diederichsenpark                                  | () Flur O 22 Flurstück 81            |                                                           |       | 43     |
| Direkt Bild zu diesem Denkmal hochladen | Lebensbaum                                     | Düsternbrook Diederichsenpark                                  | () Flur O 22 Flurstück 81            |                                                           |       | 44     |
| Direkt Bild zu diesem Denkmal hochladen | Eiche                                          | Düsternbrook Verbindungsweg Schlieffenallee/Niemannsweg        | () Flur O 21 Flurstück 189           |                                                           |       | 45     |
| BW                                      | Mammutbaum                                     | Düsternbrook Niemannsweg/Forstbaumschule                       | (54° 20′ 52,4″ N, 10° 8′ 41″ O)      |                                                           |       | 46     |
| Direkt Bild zu diesem Denkmal hochladen | Buche/Eiche                                    | Düsternbrook Krusenkoppel                                      | () Flur O 20 Flurstück 227           | nicht mehr vorhanden                                      |       | 47     |
| Direkt Bild zu diesem Denkmal hochladen | Esskastanie                                    | Düsternbrook Krusenkoppel                                      | () Flur O 21 Flurstück 211           |                                                           |       | 48     |
| Direkt Bild zu diesem Denkmal hochladen | Linde                                          | Düsternbrook Krusenkoppel                                      | () Flur O 20 Flurstück 227           |                                                           |       | 49     |
| BW                                      | Zwölf Linden, 12 „Apostel“                     | Düsternbrook Krusenkoppel                                      | (54° 20′ 16,3″ N, 10° 9′ 4,3″ O)     |                                                           |       | 50     |
| BW                                      | Zwei Eichen                                    | Düsternbrook Krusenkoppel/Karolinenweg                         | (54° 20′ 11,4″ N, 10° 8′ 55,7″ O)    |                                                           |       | 51     |
| BW                                      | Eiche                                          | Düsternbrook Karolinenweg 13                                   | (54° 20′ 10,4″ N, 10° 8′ 57,7″ O)    |                                                           |       | 52     |
| BW                                      | Flügelnuss                                     | Düsternbrook Karolinenweg Niemannsweg 76                       | (54° 20′ 12,9″ N, 10° 8′ 51,6″ O)    |                                                           |       | 53     |
| BW                                      | Kastanie                                       | Düsternbrook Karolinenweg Niemannsweg                          | (54° 20′ 12,5″ N, 10° 8′ 52,7″ O)    |                                                           |       | 54     |
| BW                                      | Schwarzkiefer                                  | Düsternbrook Weserfahrt                                        | (54° 20′ 13,7″ N, 10° 8′ 49,7″ O)    |                                                           |       | 55     |
| BW                                      | Ginkgo                                         | Düsternbrook Niemannsweg 46                                    | (54° 20′ 9,8″ N, 10° 8′ 45″ O)       |                                                           |       | 56     |
| BW                                      | Esskastanie                                    | Düsternbrook Beselerallee/Niemannsweg                          | (54° 20′ 9,1″ N, 10° 8′ 42,1″ O)     |                                                           |       | 57     |
| BW                                      | Platane                                        | Düsternbrook Beselerallee 1a                                   | (54° 20′ 9,9″ N, 10° 8′ 41,7″ O)     |                                                           |       | 58     |
| BW                                      | Trauerbuche                                    | Blücherplatz Beselerallee 42                                   | (54° 20′ 11,8″ N, 10° 8′ 12,5″ O)    | nicht mehr vorhanden                                      |       | 59     |
| BW                                      | Lebensbaum                                     | Blücherplatz Waitzstraße 4                                     | (54° 20′ 7,6″ N, 10° 8′ 32,5″ O)     |                                                           |       | 60     |
| BW                                      | Vier Buchen, eine Trauerbuche                  | Düsternbrook Martinspark                                       | (54° 19′ 59,9″ N, 10° 8′ 48,8″ O)    |                                                           |       | 61     |
| BW                                      | Eiche                                          | Düsternbrook Kiellinie                                         | (54° 20′ 6,8″ N, 10° 9′ 16,1″ O)     |                                                           |       | 62     |
| BW                                      | Schwarznuss                                    | Düsternbrook Düsternbrooker Weg 31                             | (54° 19′ 54,3″ N, 10° 8′ 56,2″ O)    |                                                           |       | 63     |
| mehr Fotos \| Fotos hochladen           | Alter Botanischer Garten                       | Düsternbrook Düsternbrooker Weg                                | (54° 19′ 50,9″ N, 10° 8′ 48,8″ O)    |                                                           |       | 64     |
| BW                                      | Zwei Kastanien                                 | Düsternbrook Schlossgarten                                     | (54° 19′ 34,5″ N, 10° 8′ 39,6″ O)    |                                                           |       | 65     |
| Fotos hochladen                         | Eiche                                          | Altstadt Prinzengarten                                         | (54° 19′ 29,4″ N, 10° 8′ 38,9″ O)    |                                                           |       | 66     |
| Direkt Bild zu diesem Denkmal hochladen | Ahorn                                          | Altstadt Ratsdienergarten                                      | () Flur N 17 Flurstück 849           |                                                           |       | 68     |
| BW                                      | Drei Linden                                    | Vorstadt Grünanlage am Hiroshimapark                           | (54° 19′ 26,4″ N, 10° 7′ 55,2″ O)    |                                                           |       | 70     |
| mehr Fotos \| Fotos hochladen           | Platane                                        | Vorstadt Ziegelteich                                           | (54° 19′ 6,2″ N, 10° 7′ 57,3″ O)     |                                                           |       | 72     |
| Direkt Bild zu diesem Denkmal hochladen | Zwei Pappeln                                   | Südfriedhof Moorteichwiese                                     | () Flur L 14 Flurstück 181           |                                                           |       | 73     |
| BW                                      | „Felsenhalle“, eine Eibe                       | Südfriedhof Felsenhalle                                        | (54° 18′ 44,2″ N, 10° 7′ 19″ O)      | (eine Sumpfzypresse ist nicht mehr vorhanden)             |       | 74     |
| Direkt Bild zu diesem Denkmal hochladen | Zwei Trauerbuchen                              | Südfriedhof                                                    | () Flur K 14 Flurstück 98            |                                                           |       | 75     |
| BW                                      | Eiche                                          | Mettenhof Heidenberger Weg                                     | (54° 19′ 39,8″ N, 10° 3′ 33,3″ O)    |                                                           |       | 76     |
| BW                                      | Drei Eichen                                    | Hasseldieksdamm Wittland, Daimlerstr.                          | (54° 19′ 33,3″ N, 10° 4′ 44,9″ O)    |                                                           |       | 77     |
| BW                                      | Drei Eichen                                    | Mettenhof Schule am Göteborgring und Gotlandwinkel 2           | (54° 19′ 14,8″ N, 10° 3′ 46,8″ O)    |                                                           |       | 78     |
| BW                                      | Redder                                         | Hassee Aubrook                                                 | (54° 18′ 35,1″ N, 10° 5′ 22,6″ O)    |                                                           |       | 79     |
| Fotos hochladen                         | Friedenseiche                                  | Hasseldieksdamm Melsdorfer Str./Hasselteich                    | (54° 18′ 57,2″ N, 10° 4′ 26,8″ O)    | am Gedenkstein zur Schleswig-Holsteinischen Erhebung      |       | 80     |
| BW                                      | Eiche                                          | Hassee Hedenholz 16                                            | (54° 18′ 30,3″ N, 10° 5′ 40,1″ O)    |                                                           |       | 81     |
| BW                                      | Friedenseiche                                  | Hassee Uhlenkrog/Hasseer Straße                                | (54° 18′ 22,3″ N, 10° 5′ 49,5″ O)    | mit Gedenkstein 1870/71                                   |       | 82     |
| BW                                      | Eiche                                          | Gaarden Krusenrotter Weg 49                                    | (54° 18′ 11,6″ N, 10° 7′ 18″ O)      |                                                           |       | 83     |
| BW                                      | Doppelkastanie                                 | Gaarden Krusenrotter Weg 41                                    | (54° 18′ 12,2″ N, 10° 7′ 19,8″ O)    |                                                           |       | 84     |
| Direkt Bild zu diesem Denkmal hochladen | Drei Eichen                                    | Gaarden im Klostergarten Liebfrauenkirche                      | () Flur 2 Flurstück 14/14            |                                                           |       | 85     |
| BW                                      | Eiche                                          | Gaarden Theodor-Heuss-Ring/Lübscher Baum                       | (54° 18′ 12,3″ N, 10° 7′ 31,3″ O)    |                                                           |       | 86     |
| BW                                      | Zwei Linden                                    | Russee Rendsburger Landstr. 370                                | (54° 18′ 2,9″ N, 10° 4′ 15,7″ O)     |                                                           |       | 88     |
| BW                                      | Friedenseiche                                  | Russee Rendsburger Landstr. 371, 373, 375                      | (54° 18′ 1,4″ N, 10° 4′ 11,7″ O)     | mit Gedenkstein 1848                                      |       | 89     |
| BW                                      | Eiche                                          | Hassee Rendsburger Landstr./Seekoppelweg                       | (54° 17′ 56,7″ N, 10° 5′ 16,4″ O)    | an der Gedenkstätte für die Opfer des Nationalsozialismus |       | 90     |
| Direkt Bild zu diesem Denkmal hochladen | 16 Eichen                                      | Hammer Wald an der Kuhfurtsau                                  | () Flur 1 Flurstück 55/8             |                                                           |       | 91     |
| BW                                      | Knickbuche                                     | Hammer Speckenbeker Weg 99                                     | (54° 17′ 38,1″ N, 10° 5′ 4,9″ O)     | laut Foto abgestorben, Torso                              |       | 94     |
| BW                                      | Knickbuche                                     | Hammer Speckenbeker Weg 62                                     | (54° 17′ 29,6″ N, 10° 5′ 7,5″ O)     |                                                           |       | 95     |
| Fotos hochladen                         | Knickbuche                                     | Hammer Speckenbeker Weg/Damaschkeweg                           | (54° 17′ 35,6″ N, 10° 5′ 4,8″ O)     |                                                           |       | 96     |
| Fotos hochladen                         | Zehn Buchen                                    | Hammer Speckenbeker Weg                                        | (54° 17′ 24,6″ N, 10° 5′ 25,7″ O)    |                                                           |       | 98     |
| BW                                      | Eibe                                           | Hammer Hamburger Chaussee 349                                  | (54° 17′ 22,3″ N, 10° 5′ 28,3″ O)    |                                                           |       | 99     |
| Direkt Bild zu diesem Denkmal hochladen | Buche                                          | Gaarden Hamburger Chaussee/Werkstatt am Drachensee             | () Flur 1 Flurstück 8/126            | nicht mehr vorhanden                                      |       | 100    |
| BW                                      | 15 Eichen                                      | Gaarden Meimersdorfer Weg                                      | (54° 17′ 12,4″ N, 10° 5′ 55,5″ O)    |                                                           |       | 101    |
| BW                                      | Knickeiche                                     | Gaarden Hamburger Chaussee 285                                 | (54° 17′ 30,1″ N, 10° 5′ 56,3″ O)    |                                                           |       | 102    |
| BW                                      | Knickeiche                                     | Gaarden Am Weg zum Hof Petersburg                              | (54° 17′ 24,1″ N, 10° 6′ 9,4″ O)     |                                                           |       | 103    |
| Direkt Bild zu diesem Denkmal hochladen | Buche                                          | Gaarden Hof Petersburg                                         | () Flur 1 Flurstück 22/23            | nicht mehr vorhanden                                      |       | 104    |
| BW                                      | Eichengruppe aus 25 Eichen                     | Gaarden Marderhof Hof Petersburg                               | (54° 17′ 9,6″ N, 10° 6′ 7,5″ O)      |                                                           |       | 105    |
| Direkt Bild zu diesem Denkmal hochladen | „Hofanlage“ Vieburg: Lindenallee aus 62 Linden | Gaarden Im Vieburger Gehölz                                    | () Flur 2 Flurstück 56/2             |                                                           |       | 106    |
| BW                                      | „Hofanlage“ Vieburg: dreistämmige Platane      | Gaarden Im Vieburger Gehölz                                    | (54° 17′ 37,3″ N, 10° 7′ 22,8″ O)    |                                                           |       | 106    |
| Fotos hochladen                         | „Hofanlage“ Vieburg: Friedenseiche und Linde   | Gaarden Im Vieburger Gehölz                                    | () Flur 2 Flurstück 62, 63, 56/2     |                                                           |       | 106    |
| Direkt Bild zu diesem Denkmal hochladen | „Hofanlage“ Vieburg: Linde                     | Gaarden Im Vieburger Gehölz                                    | () Flur 2 Flurstück 62, 63, 56/2     |                                                           |       | 106    |
| Fotos hochladen                         | Dorfplatzanlage mit 87 Linden                  | Meimersdorf Am Dorfplatz                                       | (54° 16′ 29″ N, 10° 6′ 41,8″ O)      |                                                           |       | 107    |
| BW                                      | Sechs Eichen                                   | Meimersdorf nördlich der Würbek                                | (54° 16′ 18,3″ N, 10° 5′ 53,2″ O)    |                                                           |       | 108    |
| BW                                      | Lindenallee aus 20 Linden                      | Meimersdorf Friedhof Meimersdorf                               | (54° 16′ 39,1″ N, 10° 7′ 11,7″ O)    |                                                           |       | 109    |
| Fotos hochladen                         | Friedenseiche                                  | Moorsee Steindamm                                              | (54° 15′ 52,5″ N, 10° 8′ 45,6″ O)    |                                                           |       | 110    |
| BW                                      | Vier Linden                                    | Rönne Am Teich 1                                               | (54° 16′ 3,1″ N, 10° 10′ 38,7″ O)    |                                                           |       | 111    |
| BW                                      | Eiche                                          | Wellsee Segeberger Landstr. 19                                 | (54° 17′ 39,7″ N, 10° 9′ 12,8″ O)    |                                                           |       | 112    |
| BW                                      | Sechs Linden                                   | Wellsee Segeberger Landstr. 119                                | (54° 17′ 20,2″ N, 10° 10′ 4,3″ O)    |                                                           |       | 113    |
| BW                                      | Friedenseiche                                  | Elmschenhagen Im Dorfe                                         | (54° 17′ 30,7″ N, 10° 10′ 32,8″ O)   |                                                           |       | 114    |
| mehr Fotos \| Fotos hochladen           | Friedenseiche                                  | Ellerbek Friedensstraße                                        | (54° 19′ 25,2″ N, 10° 10′ 4,7″ O)    |                                                           |       | 115    |
| BW                                      | Friedenseiche                                  | Wellingdorf Grünanlage Schönberger Straße                      | (54° 19′ 34,4″ N, 10° 11′ 6,8″ O)    |                                                           |       | 116    |
| BW                                      | 33 Eichen                                      | Oppendorf Oppendorfer Weg                                      | (54° 19′ 23,4″ N, 10° 12′ 40,5″ O)   |                                                           |       | 117    |
| BW                                      | Blutbuche                                      | Friedrichsort Hauptstr./ Werner-Siemens-Str.                   | (54° 23′ 31,6″ N, 10° 10′ 44,2″ O)   |                                                           |       | 118    |
| Fotos hochladen                         | Findling, „Karl-Gripp-Stein“                   | Moorsee Grot Steenbusch                                        | (54° 17′ 0,1″ N, 10° 7′ 52,2″ O)     |                                                           |       | 119    |
| BW                                      | Buche                                          | Suchsdorf Eckernförder Str. 462                                | (54° 21′ 39,4″ N, 10° 4′ 45,3″ O)    |                                                           |       | 120    |
| BW                                      | Buche                                          | Dietrichsdorf Schönkirchener Str. 105                          | (54° 19′ 52,3″ N, 10° 12′ 14,5″ O)   |                                                           |       | 121    |
| Direkt Bild zu diesem Denkmal hochladen | Buche                                          | Elmschenhagen Rönner Weg 62                                    | () Flur 7 Flurstück 289              |                                                           |       | 122    |
| BW                                      | Eiche                                          | Schilksee Schilkseer Str. 94                                   | (54° 24′ 51″ N, 10° 10′ 3″ O)        |                                                           |       | 123    |
| BW                                      | Drei Eichen                                    | Elmschenhagen Partenkirchener Straße                           | (54° 16′ 48,7″ N, 10° 12′ 20,9″ O)   |                                                           |       | 124    |
| Fotos hochladen                         | Buche                                          | Düsternbrook Hohenbergstr. 13                                  | (54° 20′ 2,3″ N, 10° 8′ 45,4″ O)     |                                                           |       | 125    |
| BW                                      | Buche                                          | Düsternbrook Beselerallee 1                                    | (54° 20′ 9,4″ N, 10° 8′ 42,1″ O)     |                                                           |       | 126    |

(Tabellenzeilen zu nicht mehr vorhandenen Naturdenkmalen sind rot unterlegt)